# Dr. Mario
Dr. Mario (яп. ドクターマリオ, Dokutā Mario) — відеогра в жанрі головоломки, розроблена компанією Nintendo і видана 27 липня 1990 р. на консоль NES і пізніше на SNES, Game Boy і Game Boy Advance.

## Ігровий процес

Приклад ігрового процесу

Ігровим полем слугує пляшечка, в якій містяться різнокольорові віруси: жовті, червоні та сині. Лікар Маріо періодично вкидає до пляшечки пігулки, кожна з яких випадковим чином складається з двох частин однакового або різного кольору: жовтого, червоного та синього. Таким чином є 6 комбінацій кольорів: червоний-червоний, червоний-синій, синій-синій, червоний-жовтий, жовтий-жовтий, синій-жовтий. Гравець може керувати падінням пігулки, спрямовуючи її вбоки чи обертаючи, і коли чотири елемента одного кольору стають в ряд (половинки пігулок або віруси), вони знищуються. Віруси при цьому зупиняють пігулки, що падають на них згори. В кутку екрана міститься лупа, під якою показано віруси яких кольорів ще лишилися. Коли Маріо вкидає пігулку, в його руці з'являється наступна, що дозволяє гравцеві продумати тактику. Метою є знищити на кожному рівні всі віруси до того, як пляшечка заповниться. Всього в грі 20 рівнів, але по їх завершенню можна продовжити грати й далі. Після кожного 5-го рівня на середній та високій швидкості показується заставка, де віруси сидять на дереві. За знищення вірусів нараховуються очки, рахунок зростає зі швидкістю гри і додаткові очки присуджуються за знищення кількох вірусів за раз.
На початку гри пропонується обрати рівень складності, швидкість гри та музику — жваву чи повільну (або вимкнути її).
Двоє гравців можуть грати на одній приставці, змагаючись у швидкості знищення вірусів. Тоді на екрані показується дві пляшечки без Маріо і лупи. За кожну перемогу видається корона, а метою є першим отримати 3 корони. Кожен з гравців може обрати для себе власні налаштування.

## Оцінки й відгуки
Dr. Mario отримала від журналу «Nintendo Power» номер 134 в переліку 200 найкращих відеоігор. Сайт ScrewAttack визнав цю гру 7-ю з-поміж усіх найкращих ігор про Маріо. Згідно IGN, Dr. Mario займає 51-у позицію в переліку найкращих ігор для NES. За оцінками GamesRadar, в тому ж переліку Dr. Mario займає 13-е місце.